# Chaetophthalmus flavocaudus
Chaetophthalmus flavocaudus là một loài ruồi trong họ Tachinidae.